# Vifon
Vifon – marka zup instant i przypraw należąca do Công Ty Cổ Phần Kỹ Nghệ Thực Phẩm Việt Nam, założona w 1963 roku.

## Historia
Na fali sukcesu wynalezionej w 1958 roku zupy błyskawicznej 23 lipca 1963 roku grupa czternastu inwestorów utworzyła w Wietnamie przedsiębiorstwo produkujące dania tego typu. Wysoka podaż produktów pozwoliła na otwarcie trzech zakładów (Vifiinco, Vilihico, Vikainco). W 1967 zmieniono nazwę marki na Vifon. W połowie 1975 roku zakłady zostały upaństwowione. W 1990 roku przedsiębiorstwo rozpoczęło eksport produktów, a pierwszym rynkiem eksportowym była Polska, do której Vifon trafił za sprawą Tao Ngoc Tu, właściciela spółki Tan-Viet International. W latach 2003–2005 nastąpiła reprywatyzacja spółki. W 2005 roku Vifon wdrożył HACCP.

## Produkty
Vifon oferuje zupy błyskawiczne z makaronem oraz makaronem ryżowym, suszony makaron, przekąski makaronowe oraz przyprawy takie jak sos sojowy, sos chili i sos ostrygowy. Produkty marki są eksportowane do ponad osiemdziesięciu krajów.